# Fritz Zerner
Friedrich „Fritz“ Zerner, später Frédéric Zerner (geboren 31. Mai 1895 in Wien, Österreich-Ungarn; gestorben 3. April 1951 in Marseille)  war ein österreichischer theoretischer Physiker, spezialisiert auf Hydrodynamik.

## Leben
Zerner war ein Sohn des Arztes Theodor Zerner und der Sara Susanne Brecher, er hatte zwei Schwestern, Gertrud (1899–1984) heiratete Alfred Magaziner. Zerner studierte an der Universität Wien Physik, unterbrochen vom Kriegsdienst im Ersten Weltkrieg. 1920 wurde er promoviert mit der Arbeit Der Widerstand einer Kugel gegen gleichförmige Flüssigkeitsbewegung. 1920 bis 1922 war er Assistent an der TH Charlottenburg und danach bis 1927 am Institut für Theoretische Physik der Universität Wien. Er lehrte an der Volkshochschule, war Oberkommissionär in der Gemeindeschutzwache in Wien und ab 1934 arbeitslos. Er stand den Sozialisten nahe und wurde nach dem Anschluss Österreichs 1938 von den Nationalsozialisten verhaftet. Nach mehrmonatiger Haft emigrierte er nach Frankreich und war dort während der deutschen Besatzung in der Résistance. Seine Mutter wurde Opfer des Holocaust.
Zerner erhielt 1945 die französische Staatsbürgerschaft. 1947/48 war er leitender Ingenieur beim Office National d’Étude et Recherches Aéronautiques und forschte ab 1949 für das CNRS an der Universität Marseille über Strömungsmechanik.
Er schrieb den Artikel über Maxwellsche Elektrodynamik und Elektronentheorie im Handbuch der Physik von Geiger/Scheel.
Zerner war mit Elizabeth Henriette Lazarsfeld (1903–1983), der Tochter der Individualpsychologin Sophie Lazarsfeld und des Anwalts Robert Lazarsfeld, verheiratet. Sie arbeitete als Übersetzerin und ihr Bruder Paul Felix Lazarsfeld, der ebenfalls den Sozialisten nahestand, promovierte in theoretischer Physik zur gleichen Zeit, als Zerner noch an der Universität Wien war.